# Savannah (pornoactrice)
Shannon Michelle Wilsey (Laguna Beach (Californië), 9 oktober 1970 – Burbank (Californië)), 11 juli 1994) was onder de bijnaam Savannah een Amerikaanse pornoactrice en groupie.

## Levensloop
Savannah groeide na de echtscheiding van haar ouders in 1972 samen met haar zus op bij haar moeder in Texas. Op dertienjarige leeftijd ontdekte ze dat de man met wie haar moeder samenwoonde niet haar biologische vader was, en begon ze opstandig te worden en een rumoerig leven te leiden. Op latere leeftijd werd ze een bekende rockgroupie.
Op zestienjarige leeftijd begon ze een relatie met muzikant Gregg Allman van The Allman Brothers Band met wie ze ook ging samenwonen. In die periode raakte Savannah ook zwanger van Allman, wat eindigde in een miskraam. Na twee jaar liep deze relatie op de klippen en trok ze in bij Billy Sheehan, basgitarist van de groep Mr. Big. In deze periode startte ze ook met naakt poseren wat later leidde tot het acteren in pornovideo's, waarna ook haar relatie met Sheehan werd verbroken. 
Savannah was intussen al opgeklommen tot de top van de Amerikaanse porno-industrie, waarbij pornoproductiemaatschappij Vivid haar in 1991 een contract aanbood om exclusief voor deze maatschappij pornofilms te maken. Echter door haar levensstijl als rockgroupie raakte ze verslaafd aan cocaïne en heroïne. Door haar levensstijl gaf ze meer geld uit dan dat ze als zeer goed betaalde pornoactrice verdiende. Als groupie begon ze een liefdesrelatie met Vince Neil van de rockgroep Mötley Crüe. Samen namen ze een overdosis heroïne. Vince Neil verbrak de relatie met haar, toen Savannah bekende dat ze een biseksuele relatie had met pornoactrice Jeanna Fine.

### Haar laatste jaren
Intussen was Savannah door haar drugsmisbruik aan de kant gezet door de meeste pornoproducenten, waarop ze een intensief afkickprogramma ging volgen. In 1992 ontmoette ze Slash, de leadgitarist van de rockgroep Guns N' Roses, die ze omschreef als de liefde van haar leven. Maar deze relatie liep opnieuw uit op drugsmisbruik, wat in 1993 leidde tot haar ontslag bij Vivid. Savannah maakte daarna nog enkele films bij andere producenten, maar had door haar levensstijl haar goodwill volledig verspeeld. 
Op 11 juli 1994, na een bezoek aan een vriend, reed Savannah haar Corvette total loss tegen de gevel van haar woning, waarbij ze haar neus brak. Ze stuurde een vriend van haar weg om met haar honden te gaan wandelen, waarna ze geheel over haar toeren haar vriendin en manager Nancy Pera opbelde om haar te komen helpen. Na haar telefoongesprek pakte ze een revolver om zelfmoord te plegen. Ondanks dat ze enkele kogels door haar hoofd schoot overleed ze niet onmiddellijk. Haar manager Pera trof haar zwaargewond aan en alarmeerde de hulpdiensten. Savannah bleef elf uur in een diepe coma liggen, waarna ze uiteindelijk stierf in het St. Joseph's Medical Center in Burbank.

### Verantwoordelijk
Haar ouders hebben later Gregg Allman verantwoordelijk gesteld voor haar zelfmoord, omdat deze volgens haar ouders ervoor had gezorgd dat hun dochter in de porno was beland.

## Films

### Reguliere films
- The Invisible Maniac (1990)
- Sorority House Massacre II (1990)
- Camp Fear (1991)
- Legal Tender (1991)

 Portaal film · Portaal seksualiteit
- Biblioteca Nacional de España: XX1596714
- Bibliothèque nationale de France: cb14036670m (data)
- International Standard Name Identifier: 0000 0001 0781 9471
- Virtual International Authority File: 56810696
- WorldCat: E39PBJhMpccDjF9mphJT37fKBP